# Karl Schiske
Karl Hubert Rudolf Schiske (* 12. Februar 1916 in Győr; † 16. Juni 1969 in Wien) war ein österreichischer Komponist und Kompositionslehrer.

## Leben

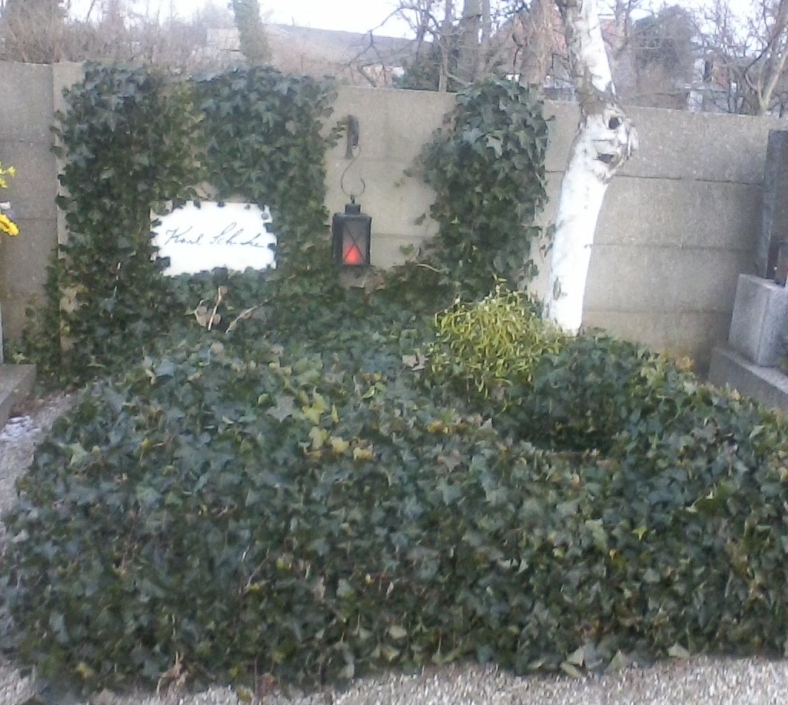
Grabstätte von Karl Schiske

Sein Geburtsort Győr im heutigen Westungarn gehörte 1916 noch zur Donaumonarchie. 1919 übersiedelte die Familie zunächst nach Orth an der Donau in Niederösterreich und 1923 nach Wien. Er besuchte das Gymnasium in der Albertgasse, wo er seinen lebenslangen Freund und späteren Maler Carl Unger kennenlernte. Ab 1932 erhielt er bei Ernst Kanitz, einem Schüler Franz Schrekers, Kompositionsunterricht und legte 1939 an der Wiener Musikuniversität als Externer die Reifeprüfung in Komposition ab. Zusätzlich studierte er Musikwissenschaft, Kunstgeschichte, Philosophie und Physik an der Universität Wien und promovierte 1942 über die Dissonanzenverwendung in Bruckners Symphonien.
Seine Ausbildung als Pianist erhielt er bei Roderich Bass und Julius Varga am Neuen Wiener Konservatorium sowie bei Hans Weber an der Wiener Musikakademie.
Noch im Lauf der Studienzeit führten ab 1939 das Stadtorchester der Wiener Symphoniker und das Steinbauer Quartett seine frühen Werke im Musikverein und im Konzerthaus auf.
1940 wurde er zur deutschen Wehrmacht eingezogen. Auch in dieser Zeit war es ihm möglich zu komponieren. Unter dem Eindruck des Zweiten Weltkrieges entstand sein Hauptwerk, das Oratorium Vom Tode, seinem Bruder Hubert gewidmet, der 1944 bei Riga gefallen war. Es wurde 1948 unter Karl Böhm im Wiener Konzerthaus uraufgeführt.
Nach Kriegsende lebte er als freischaffender Komponist in Wien mit längeren Aufenthalten in Oberösterreich, der Steiermark, Salzburg und Orth an der Donau. Gönnerin und Förderin Schiskes zu jener Zeit war Rita Schuller von Götzburg aus Großsölk/Steiermark, der Schiske eine Vielzahl an Kompositionen widmete.
Nach dem Krieg begann seine fruchtbarste Schaffensphase; u. a. entstanden in diesen Jahren seine Symphonien No. 2 bis 4, das Kammerkonzert für Orchester und eine Vielzahl an kammermusikalischen Werken, bis 1952 von der Wiener Musikhochschule ein Ruf als Kompositionslehrer an ihn erging. Im gleichen Jahr wurde ihm vom Bundespräsidenten der Berufstitel Professor und der österreichische Staatspreis (für das Oratorium Vom Tode) verliehen. International trat er 1957 als Mitbegründer eines Studios für elektronische Musik auf und hatte 1966 und 1967 an der University of California, Riverside eine Gastprofessur inne. 1962 erfolgte schließlich die Ernennung zum außerordentlichen Hochschulprofessor in Wien. Er war Vorstandsmitglied der IGNM Österreich.
Zu seinen Schülern zählten Erich Urbanner, Iván Eröd, Gösta Neuwirth, Kurt Schwertsik, Otto M. Zykan, Charles Boone und Luca Lombardi.
Schiske war seit 1954 mit Berta Baumhackl verheiratet und hatte vier Kinder. Er starb mit nur 53 Jahren an einer Gehirnblutung und wurde auf dem Ortsfriedhof von Orth an der Donau beigesetzt.

## Werke (Auswahl)
- Konzert für Klavier und Orchester, op. 11
- Sonate für Violine und Klavier, op. 18 (1943/48)
- Vom Tode, Oratorium, op. 25
- Psalm 99, op. 30

## Auszeichnungen
- 1950: Preis der Stadt Wien für Musik[1]
- 1952: Staatspreis für Musik[2]
- 1960: Theodor-Körner-Preis
- 1960: Österreichisches Ehrenkreuz für Wissenschaft und Kunst
- 1967: Großer Österreichischer Staatspreis[3]
- 1968: Goldenes Ehrenzeichen für Verdienste um die Republik Österreich
- 1970: Landeskulturpreis des Landes Niederösterreich postum